# Hugh Warburton
Hugh Warburton (1695  - 26 août 1771) est un officier de l'armée britannique.

## Biographie
Il est le fils de Thomas Warburton de Winnington Hall et de son épouse Anne, deuxième fille de Robert Williams, deuxième baronnet de Penrhyn. Thomas Warburton est le fils de George Warburton, 1er baronnet d’Arley, et de sa deuxième épouse Diana, fille de Edward Bishopp (2e baronnet) de Parham. Jane, la sœur de Hugh, épouse John Campbell (2e duc d'Argyll).
Il entre dans l'armée comme cornet le 25 juillet 1715. Le 24 janvier 1734, il est nommé lieutenant-colonel du 11th Hussars de Lord Mark Kerr et le 3 juin 1745, colonel du 45e régiment de fantassins. Après la Troisième guerre intercoloniale, le régiment est basé à Halifax pendant la Guerre anglo-micmac et la Guerre de la Conquête. Le 24 septembre 1761, il passe au poste de colonel du 27e régiment d'infanterie, qu'il conserve jusqu'à sa mort le 26 août 1771. Il est promu major général en 1755, lieutenant général en 1758 et en général le 13 avril 1770.
Il épouse Susanna, fille et cohéritière d'Edward Norris, de Speke. Leur enfant unique, Anne Susanna, épouse Richard Pennant (1er baron Penrhyn), mais ils n’ont pas d’enfants. Après la mort de son mari, Lady Penrhyn vend Winnington Hall à John Thomas Stanley, 7e baronnet d’Alderley ; elle est décédée le 1er janvier 1816.